# Miss Europa

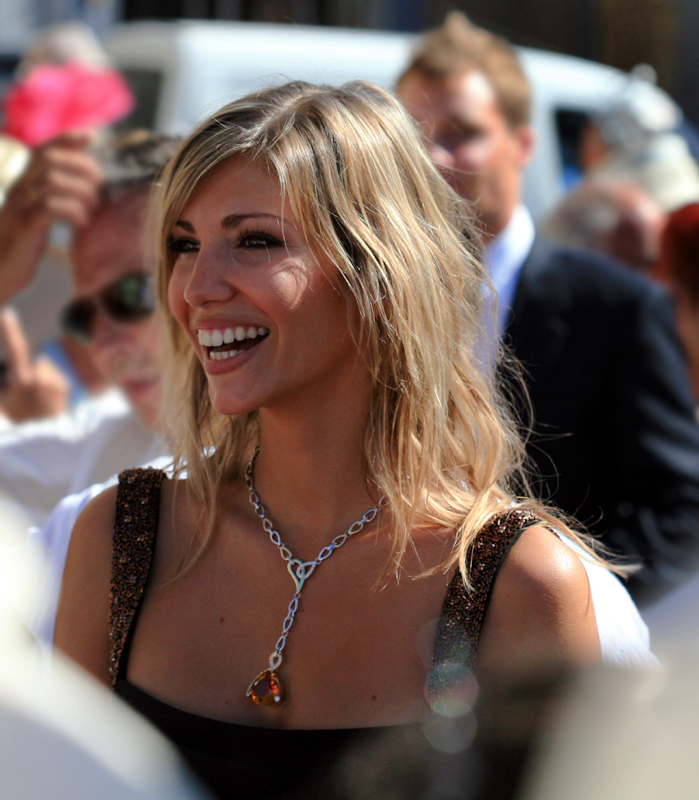
Alexandra Rosenfeld, Miss Europa 2006, foto uit 2007

Miss Europa is een jaarlijkse missverkiezing voor meisjes uit het Europese continent. De meeste deelneemsters zijn de winnaressen van de nationale missverkiezing van hun land.

## Geschiedenis
Miss Europa werd in 1928 in het leven geroepen en bestond tot 1938. Kort na de Tweede Wereldoorlog werd de wedstrijd opnieuw opgericht door Roger Zeiler, voorzitter van het Franse Committee van Elegantie, en Claude Berr. Zij stichtten het Internationaal Comité voor de Verkiezing van Miss Europa (Comite International Pour L'election de Miss Europe) dat in 1948 de eerste verkiezing organiseerde in Parijs. De wedstrijd werd hierna door heel Europa en ook enkele keren in het Midden-Oosten en Afrika gehouden. In 1975, 1977, 1979, 1983, 1986-1987, 1989-1990, 1998, 2000, 2004 en 2007-2015 vond de missverkiezing niet plaats. Claude Berr overleed in 1981 en in 2003 verkocht Roger Zeiler de licentie aan het Nederlandse productiehuis Endemol.

## Missen

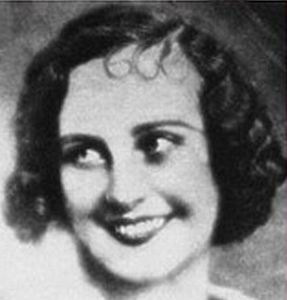
Tatiana Maslowa; miss USSR en Miss Europa 1933

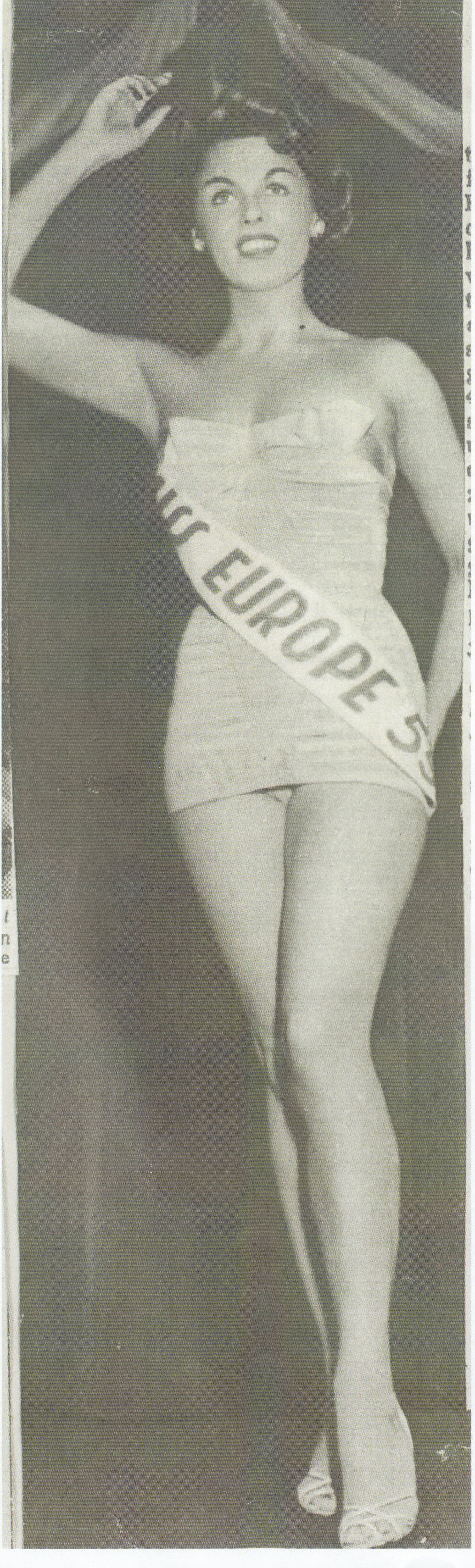
Miss Europe 1954-55

| Jaar      | Naam                                 | Land                  | Gaststad          | Gastland            |
| --------- | ------------------------------------ | --------------------- | ----------------- | ------------------- |
| 2019      | Andrea De Las Heras                  | ESP                   | Cannes            | FRA                 |
| 2018      | Anna Shornikova Anastasia Ammosova   | UKR RUS               | Parijs            | Frankrijk           |
| 2017      | Diana Kubasova                       | LAT                   | Seoul             | Zuid-Korea          |
| 2016      | Diana Starkova                       | FRA                   | Beiroet           | Libanon             |
| 2015 2007 | -                                    | -                     | -                 | -                   |
| 2006      | Alexandra Rosenfeld                  | Frankrijk             | Kiev              | Oekraïne            |
| 2005      | Shermine Shahrivar                   | Duitsland             | Parijs            | Frankrijk           |
| 2004      | -                                    | -                     | -                 | -                   |
| 2003      | Zsuzsanna Laky                       | Hongarije             | Nogent-sur-Marne  | Frankrijk           |
| 2002      | Svetlana Koroleva                    | Rusland               | Beiroet           | Libanon             |
| 2001      | Élodie Gossuin                       | Frankrijk             | Beiroet           | Libanon             |
| 2000      | -                                    | -                     | -                 | -                   |
| 1999      | Yelena Rogozhina                     | Rusland               | Beiroet           | Libanon             |
| 1998      | -                                    | -                     | -                 | -                   |
| 1997      | Isabelle Darras                      | Griekenland           | Kiev              | Oekraïne            |
| 1996      | Marie-Claire Harrison                | Verenigd Koninkrijk   | Tirana            | Albanië             |
| 1995      | Monika Žídková                       | Tsjechië              | Istanboel         | Turkije             |
| 1994      | Lilach Ben-Simon                     | Israël                | Istanbul          | Turkije             |
| 1993      | Arzum Onan                           | Turkije               | Istanbul          | Turkije             |
| 1992      | Marina Tsintikidou                   | Griekenland           | Athene            | Griekenland         |
| 1991      | Susanne Petry Katerina Michalopoulou | Duitsland Griekenland | Dakar             | Senegal             |
| 1990 1989 | -                                    | -                     | -                 | -                   |
| 1988      | Michela Rocco di Torrepadula         | Italië                | Ragusa            | Italië              |
| 1987 1986 | -                                    | -                     | -                 | -                   |
| 1985      | Juncal Rivero Fadrique               | Spanje                | Mainz             | Duitsland           |
| 1984      | Neşe Erberk                          | Turkije               | Bad Gastein       | Oostenrijk          |
| 1983      | -                                    | -                     | -                 | -                   |
| 1982      | Nazlı Deniz Kuruoğlu                 | Turkije               | Istanbul          | Turkije             |
| 1981      | Anne Mette Larsen                    | Denemarken            | Birmingham        | Verenigd Koninkrijk |
| 1980      | Karin Zorn                           | Oostenrijk            | Puerto de la Cruz | Spanje              |
| 1979      | -                                    | -                     | -                 | -                   |
| 1978      | Eva Maria Düringer                   | Oostenrijk            | Helsinki          | Finland             |
| 1977      | -                                    | -                     | -                 | -                   |
| 1976      | Riitta Inkeri Väisänen               | Finland               | Rodos             | Griekenland         |
| 1975      | -                                    | -                     | -                 | -                   |
| 1974      | Maria Isabel Lorenzo Saavedra        | Spanje                | Wenen             | Oostenrijk          |
| 1973      | Anke Maria Groot                     | Nederland             | Kitzbühel         | Oostenrijk          |
| 1972      | Monika Sarp                          | Duitsland             | Estoril           | Portugal            |
| 1971      | Filiz Vural                          | Turkije               | Tunis             | Tunesië             |
| 1970      | Noelia Alfonso Cabrera               | Spanje                | Piraeus           | Griekenland         |
| 1969      | Sasa Zajc                            | Joegoslavië           | Rabat             | Marokko             |
| 1968      | Leena Marketta Brusiin               | Finland               | Kinshasa          | Congo-Kinshasa      |
| 1967      | Paquita Torres Pérez                 | Spanje                | Nice              | Frankrijk           |
| 1966      | Maria Dornier                        | Frankrijk             | Nice              | Frankrijk           |
| 1965      | Juliana Herm                         | Duitsland             | Nice              | Frankrijk           |
| 1964      | Elly Koot                            | Nederland             | Beiroet           | Libanon             |
| 1963      | Mette Stenstad                       | Noorwegen             | Beiroet           | Libanon             |
| 1962      | Maruja García Nicoláu                | Spanje                | Beiroet           | Libanon             |
| 1961      | Ingrun Helgard Möckel                | Duitsland             | Beiroet           | Libanon             |
| 1960      | Anna Ranalli                         | Italië                | Beiroet           | Libanon             |
| 1959      | Christine Spatzier                   | Oostenrijk            | Palermo           | Italië              |
| 1958      | Johanna Ehrenstrasser                | Oostenrijk            | Istanbul          | Turkije             |
| 1957      | Corine Rottschäfer                   | Nederland             | Baden-Baden       | Duitsland           |
| 1956      | Margit Nünke                         | Duitsland             | Stockholm         | Zweden              |
| 1955      | Inga-Britt Söderberg                 | Finland               | Helsinki          | Finland             |
| 1954      | Danièle Génault                      | Frankrijk             | Vichy             | Frankrijk           |
| 1953      | Eloisa Cianni                        | Italië                | Istanbul          | Turkije             |
| 1952      | Günseli Başar                        | Turkije               | Napels            | Italië              |
| 1951      | Jacqueline Genton                    | Zwitserland           | Palermo           | Italië              |
| 1950      | Hanni Schall                         | Oostenrijk            | Rimini            | Italië              |
| 1949      | Juliette Figueras                    | Frankrijk             | Palermo           | Italië              |
| 1948      | Jacqueline Donny                     | Frankrijk             | Enghien-les-Bains | Frankrijk           |
| 1947 1939 | -                                    | -                     | -                 | -                   |
| 1938      | Sirkka Salonen                       | Finland               | Kopenhagen        | Denemarken          |
| 1937      | Britta Wikström                      | Finland               | Algiers           | Algerije            |
| 1936      | Antonia Arques                       | Spanje                | Tunis             | Tunesië             |
| 1935      | Alicia Navarro                       | Spanje                | Parijs            | Frankrijk           |
| 1934      | Ester Toivonen                       | Finland               | Hastings          | Verenigd Koninkrijk |
| 1933      | Tatiana Marlow                       | Rusland               | Madrid            | Spanje              |
| 1932      | Åse Clausen                          | Denemarken            | Nice              | Frankrijk           |
| 1931      | Jeanne Juilla                        | Frankrijk             | Parijs            | Frankrijk           |
| 1930      | Aliki Diplarakou                     | Griekenland           | Parijs            | Frankrijk           |
| 1929      | Erzsébet Simon                       | Hongarije             | Parijs            | Frankrijk           |
| 1928      | -                                    | -                     | -                 | -                   |
| 1927      | Štefica Vidačić                      | Joegoslavië           | Wenen             | Oostenrijk          |

## Winnaressen per land

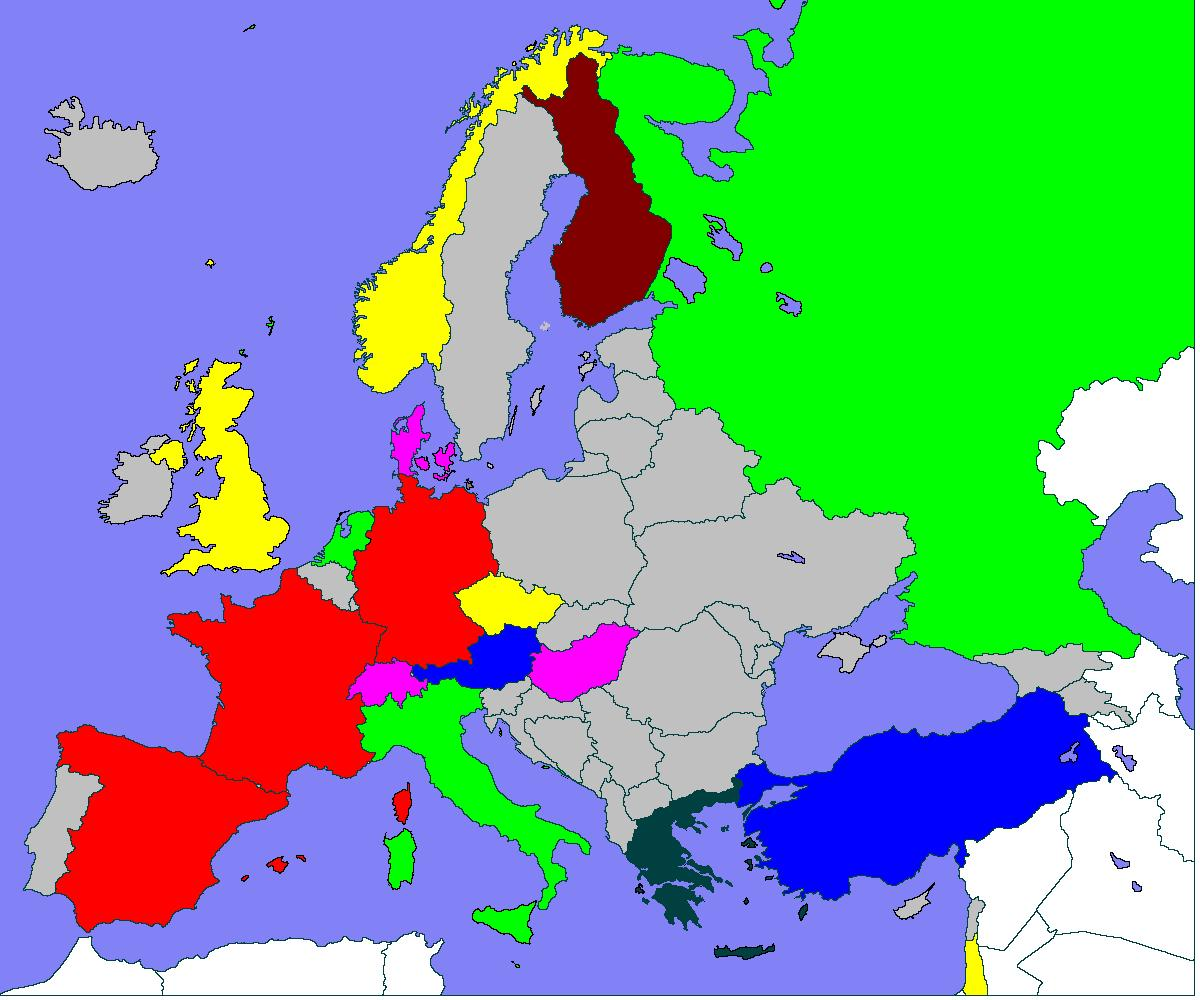
Winnende landen (status 2015).

| Land                | Aantal | Jaren                                   |
| ------------------- | ------ | --------------------------------------- |
| Frankrijk           | 8      | 1931 1948 1949 1954 1966 2001 2006 2016 |
| Spanje              | 8      | 1935 1936 1962 1967 1970 1974 1985 2019 |
| Duitsland           | 7      | 1954 1956 1961 1965 1972 1991 2005      |
| Finland             | 6      | 1934 1937 1938 1955 1968 1976           |
| Turkije             | 5      | 1952 1971 1982 1984 1993                |
| Oostenrijk          | 5      | 1950 1958 1959 1978 1980                |
| Griekenland         | 4      | 1930 1991 1992 1997                     |
| Rusland             | 4      | 1933 1999 2002 2018                     |
| Italië              | 3      | 1953 1960 1988                          |
| Nederland           | 3      | 1957 1964 1973                          |
| Hongarije           | 2      | 1929 2003                               |
| Denemarken          | 2      | 1932 1981                               |
| Joegoslavië         | 2      | 1927 1969                               |
| UKR                 | 1      | 2018                                    |
| LAT                 | 1      | 2017                                    |
| Verenigd Koninkrijk | 1      | 1996                                    |
| Tsjechië            | 1      | 1995                                    |
| Israël              | 1      | 1994                                    |
| Noorwegen           | 1      | 1963                                    |
| Zwitserland         | 1      | 1951                                    |